# Dictyocladium coactum
Dictyocladium coactum is een hydroïdpoliep uit de familie Sertulariidae. De poliep komt uit het geslacht Dictyocladium. Dictyocladium coactum werd in 1923 voor het eerst wetenschappelijk beschreven door Stechow. 